# Artículo determinado
El artículo determinado o artículo definido es un tipo de artículo que modifica un sustantivo e indica que el referente del sustantivo es conocido por el hablante y este lo supone conocido también del oyente. La cantidad de formas del artículo determinado varía según el idioma. También hay muchos idiomas sin artículo determinado, como el latín o el mandarín.
Si bien el análisis tradicional en muchas lenguas ha insistido en diferenciar los artículos definidos de los pronombres, no está claro que ese análisis sea útil. De hecho en los artículos de las lenguas romances y las lenguas germánicas han sido creados a partir de elementos deícticos que también dieron origen a pronombres. Y la moderna teoría del sintagma determinante saca partido de considerar que artículos definidos y pronombres clíticos no son palabras diferentes sino diferentes configuraciones de elementos que actúan como núcleo sintáctico del sintagma determinante.

## En distintos idiomas

### En español
Los artículos determinados (el, la, los, y las) van delante de sustantivos que se refieren a seres que han sido presentados con anterioridad o que de alguna manera se pueden conocer a partir del contexto. El artículo determinante presenta los siguientes valores:
- Valor generalizador: No restringe la referencia del sustantivo. En El hombre es mortal, hombre se refiere generalmente a todos los hombres.
- Valor sustantivador: Se refiere cuando el artículo convierte en sustantivos a otras palabras que pertenecen a otras categorías, como por ejemplo El alto de aquellos dos muchachos es Sergio. El valor sustantivador es el valor más frecuente del artículo neutro lo, que sustantiva a adjetivos, como por ejemplo Lo bueno de ir al instituto es que puedes aprender.

### En italiano
En el idioma italiano los artículos determinados son los siguientes:
- masculino singular: il, lo (ante palabras que inician con z, gn, x, pn, ps, o s impura; se contrae en l' ante palabras que inician con vocal)
- femenino singular: la (se contrae en l' ante palabras que inician con vocal)
- masculino plural: i, gli (ante palabras que inician con z,x, gn, pn, ps, s impura o vocal)
- femenino plural: le[3]

### En francés
En francés moderno existen dos artículos definidos en singular que permiten especificar el género la (femenino) y le (masculino), sin embargo, en plural existe una única forma común para los dos géneros les.

### En inglés
En el inglés moderno solo existe un artículo determinado (the) por lo tanto es invariable en cuanto a género y número. Se omite cuando  nos referimos a: personas, términos geográficos con nombres propios, a lugares públicos genéricos (iglesias, hospitales...) y a nombres de sustancias.
En inglés antiguo el artículo variaba según el género, en singular se tenía se (masculino) /seo (femenino) y además variaba según el caso gramatical. Este artículo del inglés antiguo de hecho puede entenderse como un tipo de demostrativo. Con el tiempo el paradigma flexivo del artículo se simplificó quedando sólo una forma.

### En griego
En el griego ático y en el koiné, sólo existe el artículo definido con tres géneros: masculino, femenino y neutro. No existe el artículo indefinido, aunque en koiné algunas veces los pronombres indefinidos lo suplían. Siendo el Griego una lengua flexiva, el artículo declina según el caso en que se encuentre. El artículo definido es una ayuda como patrón para la primera y segunda declinación de las palabras.
| Caso       | Masculino | Neutro | Femenino |
| ---------- | --------- | ------ | -------- |
| Nominativo | ὁ         | τὸ     | ἡ        |
| Acusativo  | τὸν       | τὸ     | τὴν      |
| Genitivo   | τοῦ       | τοῦ    | τῆs      |
| Dativo     | τῷ        | τῷ     | τῇ       |

En griego moderno el artículo definido conserva los tres géneros, pero ha perdido tanto el número dual como el caso dativo, al igual que ha sucedido en el resto de elementos morfológicos. El artículo indefinido se ha formado a partir del numeral uno (ένας) y sólo existe en singular.

## Lenguas sin artículo
Fuera de Europa existe una gran cantidad de lenguas sin artículo definido, entre ellas el japonés, el turco o el mandarín. Tampoco la mayoría de lenguas indoeuropeas antiguas parecen haber tenido un artículo definido propiamente dicho, así el latín carecía de artículos y tampoco parece que el proto-indoeuropeo hubiera tenido artículos.
El artículo parece haberse desarrollado en muchas lenguas europeas como un rasgo típico del área lingüística europea. Tanto en lenguas románicas como en lenguas germánicas los artículos definidos surgieron a partir de demostrativos, que se hicieron obligatorios en ciertas construcciones (cuando anteriormente eran deícticos opcionales en esas mismas posiciones).